# 米粒麵
米型麵（Orzo、Risoni），亦稱為：米麵、米粒麵。是一种義大利麵。形似粗大米粒，可用于沙拉、汤及主食。类似做法在东地中海沿岸都很常见。

## 名稱叫法
- 在希腊叫做kritharáki（希臘語：Κριθαράκι）。
- 在土耳其叫做 arpa şehriye。
- 阿拉伯语称之为lisan al-usfur（‎，意为“鸟舌”）。
- 希伯莱语则称为ptitim（希伯來語：‎）。

## 關聯項目
- 古斯米

## 外部連結
- Barilla Japan websaite （页面存档备份，存于）
- 【バリラ リゾーニ】日本製粉webサイト